# Aglibôl

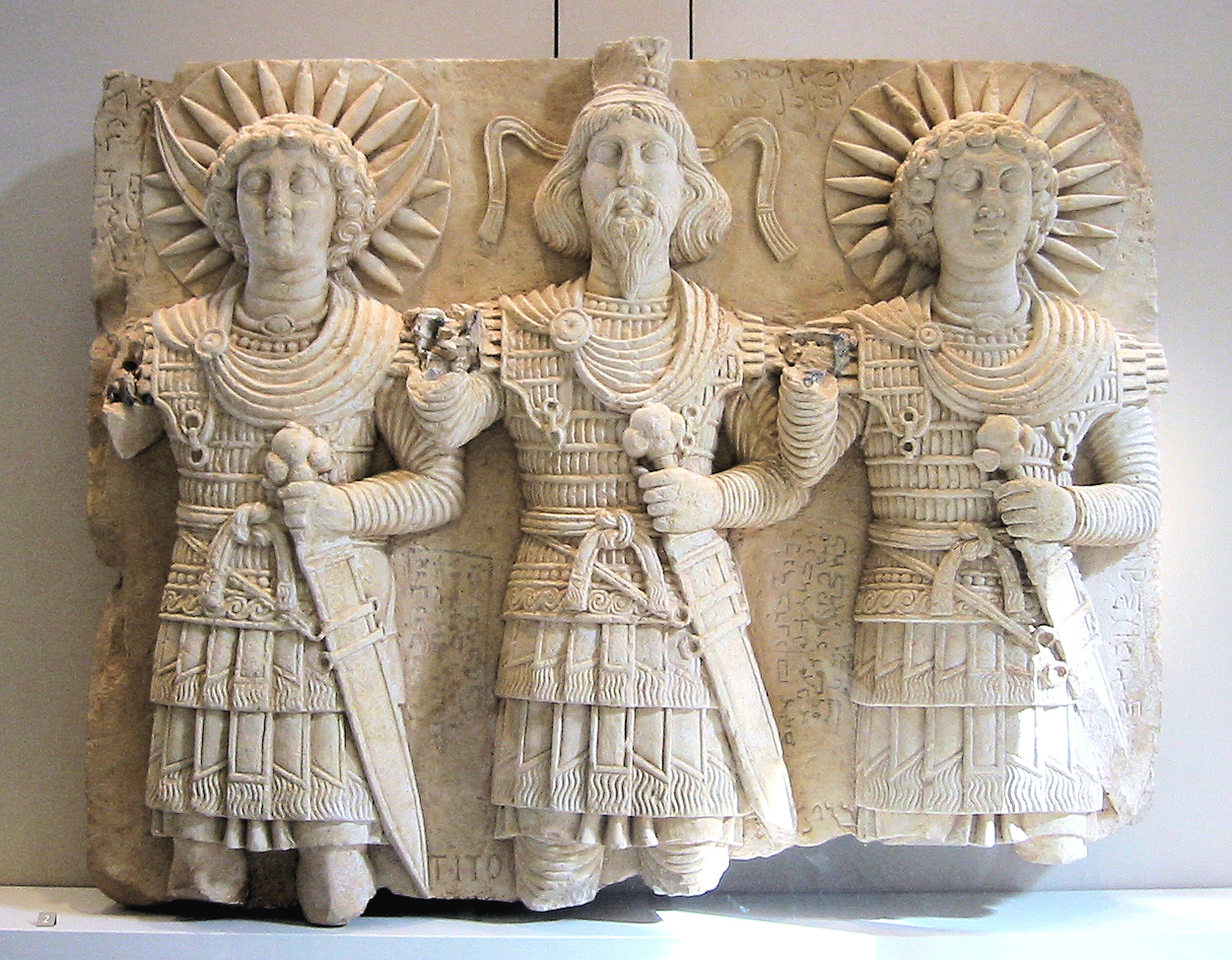
Triade palmyrénienne du musée du Louvre trouvée à Palmyre: Aglibôl est à gauche, à droite du dieu Baalshamin. Le dieu Malakbêl se trouve à droite.

Aglibôl (ایجلیبول) est une des divinités de la cité syrienne de Palmyre. Dieu de la lune, il est donc représenté avec un croissant de lune (sur la triade palmyrénienne du Louvre, celui-ci se trouve dans un halo au-dessus de la tête du dieu) qui peut être au-dessus de la tête ou des épaules. Son nom sans doute d'origine pehlevi, signifiant « Char du Roi », indique qu'il est le bras armé du « Seigneur d'En-Haut », le dieu Baalshamin, avec qui il est associé et qui était l'objet d'un culte important dans son temple de Palmyre.
Aglibôl était associé aussi avec son frère cadet Malakbêl (dieu du Soleil) et un culte commun leur était rendu à tous les deux dans un autre temple de Palmyre, mais qui n'a pas encore été localisé par les archéologues. Leur culte était important à l'époque hellénistique et à l'époque romaine. Les trois dieux étaient souvent représentés ensemble sous forme de triade, Aglibôl et Malakbêl entourant le puissant Baalshamin, toujours barbu.